# Contea di Collingsworth
La contea di Collingsworth (in inglese Collingsworth County) è una contea dello Stato del Texas, negli Stati Uniti. La popolazione al censimento del 2010 era di 3 057 abitanti. Il capoluogo di contea è Wellington. La contea è stata creata nel 1876 e organizzata più tardi, nel 1890. Prende il nome di James Collinsworth, un firmatario della Dichiarazione d'Indipendenza del Texas e il primo capo della giustizia della Repubblica del Texas. Collingsworth County è una delle 30 contee nello stato del Texas a vietare categoricamente l'uso di alcolici.
Il repubblicano Drew Springer, Jr., un uomo d'affari di Muenster (nella contea di Cooke) rappresenta dal gennaio 2013 Collingsworth County nella Camera dei Rappresentanti texana.

## Storia
| Anno | Popolazione | ±%       |
| ---- | ----------- | -------- |
| 1880 | 6           |          |
| 1890 | 357         | 5,850.0% |
| 1900 | 1,233       | 245.4%   |
| 1910 | 5,224       | 323.7%   |
| 1920 | 9,154       | 75.2%    |
| 1930 | 14,461      | 58.0%    |
| 1940 | 10,331      | −28.6%   |
| 1950 | 9,139       | −11.5%   |
| 1960 | 6,276       | −31.3%   |
| 1970 | 4,755       | −24.2%   |
| 1980 | 4,648       | −2.3%    |
| 1990 | 3,573       | −23.1%   |
| 2000 | 3,206       | −10.3%   |
| 2010 | 3,057       | −4.6%    |

La contea è stata creata nel 1876 dalla contea di Bexar e dalla contea di Young. Collingsworth County è stata organizzata nel 1890 con Wellington come capoluogo di contea.

## Geografia fisica
Secondo l'Ufficio del censimento degli Stati Uniti d'America la contea ha un'area totale di 919 miglia quadrate (2380 km²), di cui 918,1 miglia quadrate (2377,7 km²) sono terra, mentre 0,9 miglia quadrate (2,3 km², corrispondenti allo 0,1% del territorio) sono costituiti dall'acqua.

### Strade principali
- U.S. Highway 83
- State Highway 203

### Contee adiacenti
- Wheeler County (nord)
- Beckham County (nord-est)
- Harmon County (sud-est)
- Childress County (sud)
- Hall County (sud-ovest)
- Donley County (ovest)
- Gray County (nord-ovest)

## Amministrazione
Il giudice della contea è John James. Lo sceriffo è Kent Riley. Il procuratore è Gaylon Davis. Il tesoriere della contea è Gina Harris.

## Comunità
- Dodson
- Quail
- Samnorwood
- Wellington (capoluogo di contea)